# Karl Theodor Robert Luther
Karl Theodor Robert Luther, nemški astronom, * 16. april 1822, Schweidnitz, Šlezija (danes Świdnica, Poljska), † 15. februar 1900, Düsseldorf, Nemčija.

## Življenje in delo
Luther je iskal asteroide v Düsseldorfu. Odkril jih je 24. Dva od njegovih odkritih asteroidov imata nenavadne lastnosti: dvojni asteroid z enakima komponentama 90 Antiopa in zelo pačasi se vrteč 288 Glavka.

## Priznanja
Poimenovanja
Po njem se imenuje asteroid 1303 Luthera, ki ga je odkril leta 1928 Schwassmann, in krater Luther na Luni.